# Поспелова (Свердловская область)
Поспелова — деревня в Гаринском городском округе Свердловской области России.

## Географическое положение
Деревня Поспелова муниципального образования «Гаринский городской округ» расположена в 0,5 километрах (по автотрассе в 0,5 километре) к северо-востоку от посёлка Гари, на правом берегу реки Сосьва (левого притока реки Тавда).

## Население
| 2002 | 2010 | 2021 |
| ---- | ---- | ---- |
| 26   | ↘25  | ↗27  |